# Raboso
El raboso (o raboso piave) és una varietat vèneta de cep negra. És una varietat autòctona de Vèneto, el conreu és tradicional en la plana del riu Piave.
Etimològicament el nom «raboso» prové del mot vènet rabioxo, enfadat, que es refereix a l'acidesa del vi jove.

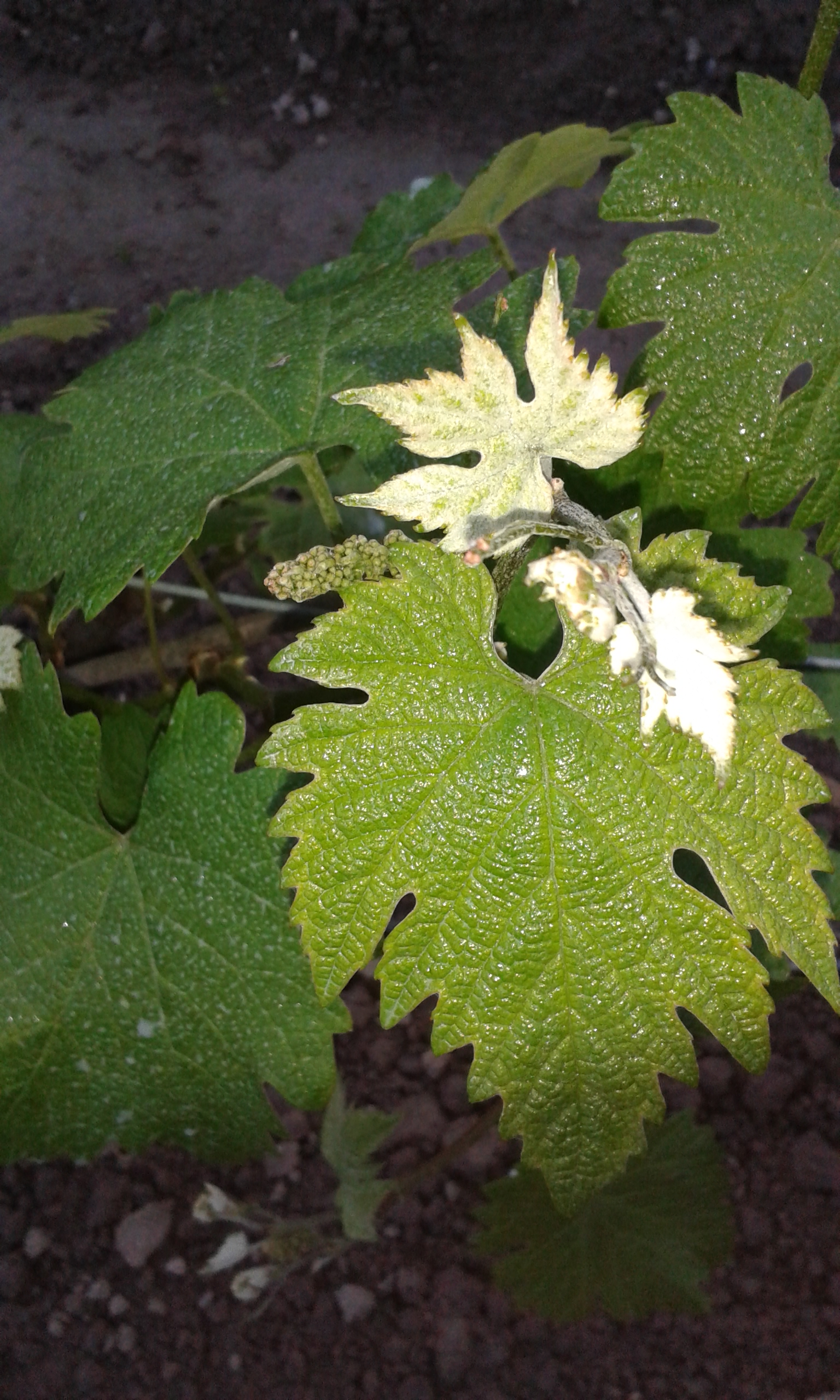
Brot de raboso

La planta és vigorosa. El gotim de raboso és compacte i llarg. El gra és mitjà i fort, la pell té un profund pigment negre i és dura, resistent a l'atac de les malures. La polpa és acida i astringent. El raboso és de brot primerenc i de maduració tardana, normalment es verema al final d'octubre o novembre. El vi elaborat amb raïm raboso és molt àcid, amb cos, ric en taní, i de color fosc. De jove és astringent i acid. Amb l'envelliment es torna un gran vi.